# Шамшадинов, Энвар Ханяфиевич
Энвар Ханяфиевич Шамшадинов (род. 17 июня 1954) — советский и российский цирковой деятель, клоун-ковёрный.

## Биография
По собственным словам, ещё в шестом классе решил стать клоуном. На арене впервые появился в 16 лет в роли «подсадки».
В 1975 году зачислен во Всероссийскую цирковую студию артистом-стажёром. С 1977 года работает во Всесоюзном объединении «Союзгосцирк». Дебютировал в качестве артиста в 1977 году в клоунской группе Народного артиста СССР М. Н. Румянцева (Карандаша).
В 1979 году подготовил сольную программу. Выступал как соло-ковёрный под псевдонимом Эрик.
В 1978—1984 годах снимался в популярной детской программе «АБВГДейка» в роли клоуна-ученика Юры (под именем Юрий Шамшадинов),.
В период с 2010 по 2011 год с Шамшадиновым выступал его сын Руслан в качестве партнёра в репризах.
В 2012 году с ковёрным Андреем Коробовым, выпускником Государственного циркового училища имени М. Н. Румянцева, основал клоунский дуэт «Clowns-Dike», впоследствии переименованный в «Ля-ля».
В 2016—2017 годах был артистом театральной компании «Цирк Чудес».

## Личная жизнь
Женат на Марине Зайцевой. Сын — Руслан Шамшадинов, артист цирка.